# Monte d'Oro (sito archeologico)
Monte d'Oro è un sito archeologico che si trova sull'omonimo monte nel territorio di Montelepre, comune italiano della città metropolitana di Palermo in Sicilia.
Numerosi gli oggetti d'arte rinvenuti nell'area archeologica e risalenti al VI secolo a.C. Come per molti siti archeologici italiani, anche in questo luogo gli scavi clandestini hanno fatto man bassa del prezioso materiale custodito nell'area di scavo. Un'idea sulla ricchezza di ciò che ormai e irrecuperabile, viene dai reperti custoditi, per esempio, nella sezione archeologica del Museo Civico di Montelepre o al museo archeologico regionale Antonio Salinas di Palermo: utensili, tazze, monete greche e fenice d'argento e d'oro, reperti in bronzo e in pasta vitrea. Inoltre, in località “Manico di Quarara” si trova anche una vasta necropoli a camere scavate nella roccia.

Parecchi rinvenimenti anche nelle acque del golfo di Carini, segno che proprio in quell'area doveva esservi il porto principale di Hykkara.